# Un año sin amor
Un año sin amor je argentinský hraný film z roku 2005, který režíroval Anahí Berneri podle stejnojmenného autobiografického románu Pabla Péreze. Snímek měl světovou premiéru na Mezinárodním filmovém festivalu v Berlíně 6. září 2005. V ČR byl uveden v roce 2015 na filmovém festivalu Mezipatra pod názvem Rok bez lásky.

## Děj
Pablo je básník, který je HIV pozitivní. Bydlí v Buenos Aires u své tety, která je duševně nemocná. Pablo se živí jako lektor francouzštiny. Je přesvědčený, že mu zbývá už jen rok života, a proto začne navštěvovat sex kluby, až se stane členem sadomasochistické skupiny. Po roce vydá svůj deník v podobě románu pod názvem Un año sin amor.

## Obsazení
| Juan Minujín         | Pablo Pérez         |
| Mimí Ardu            | Pablova teta        |
| Carlos Echevarría    | Nicolás             |
| Bárbara Lombardo     | Julia               |
| Javier Van de Couter | Martín              |
| Osmar Núñez          | komisař Báez        |
| Ricardo Merkin       | Pablův otec         |
| Carlos Portaluppi    | literární editor    |
| Mónica Cabrera       | sociální pracovnice |
| Ricardo Moriello     | Juan                |
| Juan Carlos Ricci    | doktor Rizzo        |

## Ocenění
- Berlínský mezinárodní filmový festival: Teddy Award za nejlepší celovečerní film
- Outfest: velká cena poroty
- New York Lesbian and Gay Film Festival: nejlepší hraný film
- Mar del Plata Film Festival: FIPRESCI – nominace na nejlepší film
- Asociación de Cronistas Cinematográficos de la Argentina: Silver Condor – nominace v kategoriích nejlepší adaptovaný scénář, nejlepší začínající herec a nejlepší kostýmy